# 張寧 (景泰進士)
張寧（？—？），字靖之，號方洲，浙江海鹽縣人。明朝政治人物。

## 生平
景泰五年（1454年）甲戌科進士，授禮科給事中。明英宗奪門復辟後，曹吉祥、石亨竊政，事關禮部者，張寧均朝中裁損，英宗遂知。當時朝鮮王朝與相鄰的毛憐衛仇殺，詔令張寧同都指揮武忠調解。升禮科都給事中。
因救王徽而得罪給事中李賢，出為福建汀州府知府，有政績。以病免歸。家居三十年，言者屢薦，終不復召。

## 著作
有《方洲雜言》、《方洲集》、《讀史錄》、《奉使錄》等。